# Sainte-Colombe (Gironde)
Sainte-Colombe is een gemeente in het Franse departement Gironde (regio Nouvelle-Aquitaine) en telt 377 inwoners (2005). De plaats maakt deel uit van het arrondissement Libourne.

## Geografie
De oppervlakte van Sainte-Colombe bedraagt 4,1 km², de bevolkingsdichtheid is 92,0 inwoners per km².
De onderstaande kaart toont de ligging van Sainte-Colombe (Gironde) met de belangrijkste infrastructuur en aangrenzende gemeenten.

## Demografie
Onderstaande figuur toont het verloop van het inwonertal (bron: INSEE-tellingen).

1. ↑  Populations de référence 2022.